# Matroneu

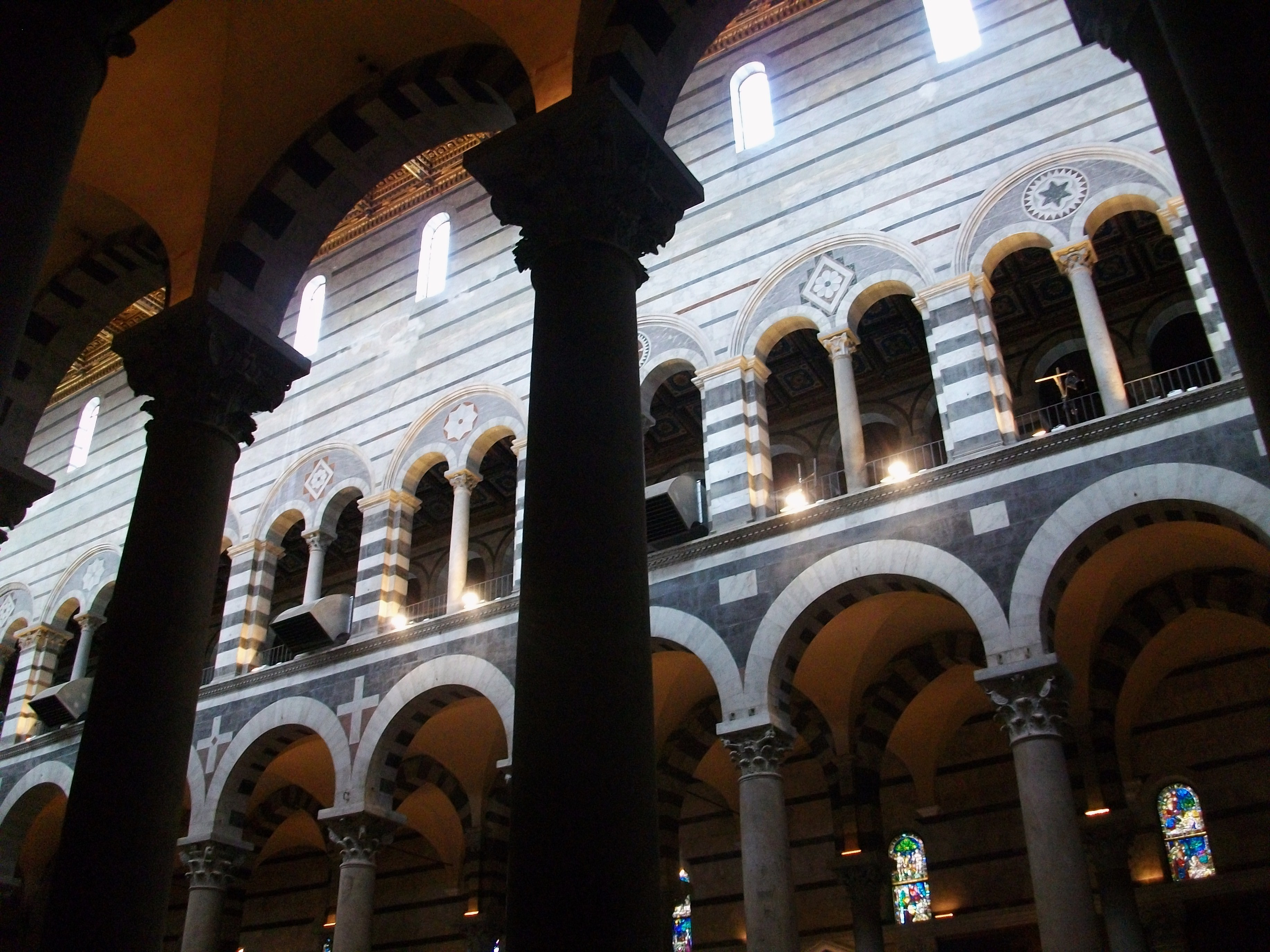
Matroneu da Catedral de Pisa.

Matroneu (em latim: matroneum, matronaeum, pl. matronea ou matronaea) é, em arquitetura, uma galeria no interior de um edifício cujo objetivo original era acomodar as mulheres — daí o nome, uma derivação de "matron", matrona. Segundo Valerio Ascani, professor da Universidade de Pisa, esta definição pode estar incorreta, pois os matroneus teriam, segundo ele, o objetivo de acomodar a todos os que não podiam ou não queriam entrar no corpo principal da igreja mais abaixo, incluindo homens e mulheres (embora sempre separados, uns a direita e outros a esquerda).
Nas igrejas medievais, os matroneus perderam sua função e se tornaram elementos puramente arquitetônicos, posicionados acima das naves laterais com o objetivo estrutural de conter o impulso da nave central.
Nas igrejas do início do período gótico, os matroneus eram um dos quatro elementos que constituíam as paredes internas, juntamente com os arcos, o trifório e o clerestório, mas acabaram desaparecendo quando a arquitetura gótica se popularizou definitivamente.